# Cinq sur 5
Cinq sur 5 (Aus heiterem Himmel) est une série télévisée allemande en 67 épisodes de 50 minutes créée par Hannah Hollinger et diffusée entre le 6 septembre 1995 et le 17 mars 1999 sur ARD.
En France, la série a été diffusée à partir du 4 mars 1998 sur TF1. Elle reste inédite dans les autres pays francophones.

## Synopsis
Tobias Sandmann est auteur de bande dessinées et son ami Christopher Dengler est constructeur de bateaux. Les deux célibataires cohabitent en Allemagne dans une vieille villa et ont de nombreuses petites amies. Mais l'ex-femme de Tobias avec qui il avait eu deux enfants meurt dans un accident d'avion au Brésil. Ses deux Alicia et Henrik devenus adolescents, et Carlos un brésilien adopté, viennent alors habiter avec les deux hommes en Allemagne. La série aborde les conflits générationnels, la monoparentalité et toutes les épreuves de l'adolescence.

## Distribution
- Daniel Friedrich (de) (VF : Patrick Borg) : Thomas Sandmann, le père de famille
- Michael Fitz (VF: Bernard Métraux) : Christophe Denger, le meilleur ami de Thomas
- Florian Fischer (de)(VF:Christophe Lemoine) : Eric Sandmann, le fils de Thomas
- Jule Ronstedt (de) (VF : Magali Barney) : Alicia Sandmann, la fille de Thomas
- Julio Brinkmann : Carlos Sandmann, le fils adoptif de Thomas